# U-17-Fußball-Asienmeisterschaft der Frauen 2026
Die zehnte U-17-Fußball-Asienmeisterschaft der Frauen (offiziell: 2026 AFC U17 Women’s Asian Cup) wird voraussichtlich vom 30. April bis zum 17. Mai 2026 in China ausgetragen werden. Es werden erstmals zwölf Mannschaften zunächst in der Gruppenphase in drei Gruppen und danach im K.-o.-System gegeneinander antreten. Titelverteidiger ist Nordkorea.
Das Turnier dient als asiatische Qualifikation für die U-17-Weltmeisterschaft der Frauen 2026 in Marokko. Die besten vier Mannschaften werden sich dafür qualifizieren.

## Qualifikation
Von den 47 Mitgliedsverbänden der AFC meldeten sich 31 zur Teilnahme an. Die Auslosung der Gruppen fand am 7. August 2025 in Kuala Lumpur statt. Anders als bei den vorherigen Qualifikationen wird nur noch eine Runde ausgespielt und es sind neben dem Gastgeber auch die restlichen drei WM-Teilnehmer 2025 direkt qualifiziert. Die Mannschaften wurden in drei Vierer- und fünf Dreiergruppen gelost.
Die Gruppen werden vom 13. bis zum 17. Oktober 2025 weiterhin als Miniturniere ausgetragen, bei denen je einer der Teilnehmer als Gastgeber einer Gruppe fungiert. Jede Mannschaft spielt einmal gegen jede andere ihrer Gruppe. Die acht Gruppensieger qualifizieren sich für die Endrunde.

## Teilnehmer
Für das Turnier haben sich bisher die Mannschaften der folgenden Länder qualifiziert: 
- China (Gastgeber)
- Japan
- Südkorea
- Nordkorea